# Diana Muldaur
 Diana Charlton Muldaur (New York, 19 augustus 1938) is een Amerikaans actrice. Ze werd in zowel 1990 als 1991 genomineerd voor een Primetime Emmy Award voor haar bijrol als Rosalind Shays in de advocatenserie L.A. Law. Muldaur maakte in 1964 haar acteerdebuut in een aflevering van de komedieserie The DuPont Show of the Week . Haar eerste filmrol volgde in 1968, als Cynthia in de dramafilm The Swimmer.

## Filmografie
*Exclusief 15+ televisiefilms
- The Miracle Worker (1979, televisiefilm)
- Cry for Justice (1977)
- Beyond Reason (1977)
- Chosen Survivors (1974)
- McQ (1974)
- The Other (1972)
- One More Train to Rob (1971)
- The Lawyer (1970)
- Number One (1969)
- The Swimmer (1968)

## Televisieseries
*Exclusief eenmalige gastrollen
- Prins Valiant - stem Lady Morgana (1993-1994, twee afleveringen)
- Batman: The Animated Series - stem Leslie Thompkins (1992-1993, vijf afleveringen)
- L.A. Law - Rosalind Shays (1989-1991, 24 afleveringen)
- Matlock - Diana Levin (1991, twee afleveringen)
- Star Trek: The Next Generation - Katherine Pulaski (1988-1989, twintig afleveringen)
- A Year in the Life - Alice Foley (1987-1988, vijf afleveringen)
- A Year in the Life - Alice Foley (1986, twee afleveringen - miniserie)
- Quincy, M.E. - Janet Carlyle (1980-1981, drie afleveringen)
- Fitz and Bones - Terri Seymour (1981, vier afleveringen)
- Hizzonner - Ginny (1979, zeven afleveringen)
- The Word - Claire Randall (1978, miniserie)
- Black Beauty - Elizabeth Sutton (1978, miniserie)
- Insight - Verschillende (1968-1978, vier afleveringen)
- The Tony Randall Show - Eleanor Hooper (1976-1978, zes afleveringen)
- McCloud - Chris Coughlin (1970-1977, vijftien afleveringen)
- Born Free - Joy Adamson (1974, dertien afleveringen)
- Disneyland - Martha Melborne (1974, twee afleveringen)
- The Survivors - Belle (1969, zeven afleveringen)
- Run for Your Life - Jean Winters (1967, twee afleveringen)
- Dr. Kildare - Jeannie Orloff (1966, vijf afleveringen)

## Privé
Muldaur trouwde in 1981 met scenarioschrijver Robert Dozier, haar tweede echtgenoot. Ze bleef samen met hem tot aan zijn overlijden in 2012. Muldaur trouwde in 1969 al eens met acteur James Vickery. Hun huwelijk eindigde door zijn dood in 1979.
- Biblioteca Nacional de España: XX5593082
- Bibliothèque nationale de France: cb14209480t (data)
- Gemeinsame Normdatei: 1082764949
- International Standard Name Identifier: 0000 0001 1498 4491
- Library of Congress Control Number: no2003027079
- Système universitaire de documentation: 13961298X
- Virtual International Authority File: 128096049
- WorldCat: E39PBJq6Tv4hqytWPgFTXpXGHC